# 디스트로이어 (2018년 영화)
《디스트로이어》(영어: Destroyer)는 2018년 개봉한 미국의 네오누아르 범죄 드라마 영화이다. 카린 쿠사마가 감독을 맡았다. 2018년 8월 31일 텔류라이드 영화제에서 전 세계 최초로 상영되었다.

## 줄거리
에린은 16년 전 갱단에 잠입을 했다가 비극으로 끝이 난 쓰라린 경험이 있다. 현재 로스앤젤레스 경찰국 형사로 일하고 있는 에린은 과거의 분노를 해소하지 못해 회한과 죄책감으로 정신이 완전히 마모된 상태이다. 갱단 두목 사일러스가 활동을 재개했다는 걸 알게 된 에린은 정의를 구현하기 위해 사일러스의 과거 동료들을 찾아다니며 그의 행방을 추적해나간다.

## 출연
- 니콜 키드먼 - 에린 벨 역
- 토비 케블 - 사일러스 하우 역
- 타티아나 마슬라니 - 페트라 역
- 스쿠트 맥네리 - 이선 역
- 브래들리 휫퍼드 - 데니스 디프랭코 역
- 세바스티안 스탄 - 크리스 역
- 보 냅 - 제이 역
- 제이드 페티존 - 셸비 벨 역
- 제임스 조던 - 토비 역
- 토비 허스 - 길 로슨 역
- 잭 빌라 - 아투로 거레로 역
- 셔미어 앤더슨 - 앤토니오 역
- 나탈리아 코르도바버클리 - 개브래스 형사 역
- 조지프 파투 - 태즈 역

## 기타 제작진
- 배역: 마크 베넷
- 미술: 케이 리
- 세트: 리사 손